# Rhinella achalensis
Espèce
Synonymes
- Bufo achalensis Cei, 1972

Statut de conservation UICN

 EN  : En danger
Rhinella achalensis est une espèce d'amphibiens de la famille des Bufonidae.

## Répartition
Cette espèce est endémique d'Argentine. Elle se rencontre dans les provinces de Córdoba et de San Luis entre 1 600 et 1 800 m d'altitude dans la Pampa de Achala, dans la Sierra de Comechingones et à La Carolina.

## Étymologie
Son nom d'espèce, composé de achal[a] et du suffixe latin -ensis, « qui vit dans, qui habite », lui a été donné en référence au lieu de sa découverte, la Pampa de Achala.

## Publication originale
- Cei, 1972 : Segregación corológica y procesos de especiación por aislamiento en anfibios de la Pampa de Achala, Córdoba. Acta Zoologica Lilloana, vol. 29, p. 233-246.